# Инишкин

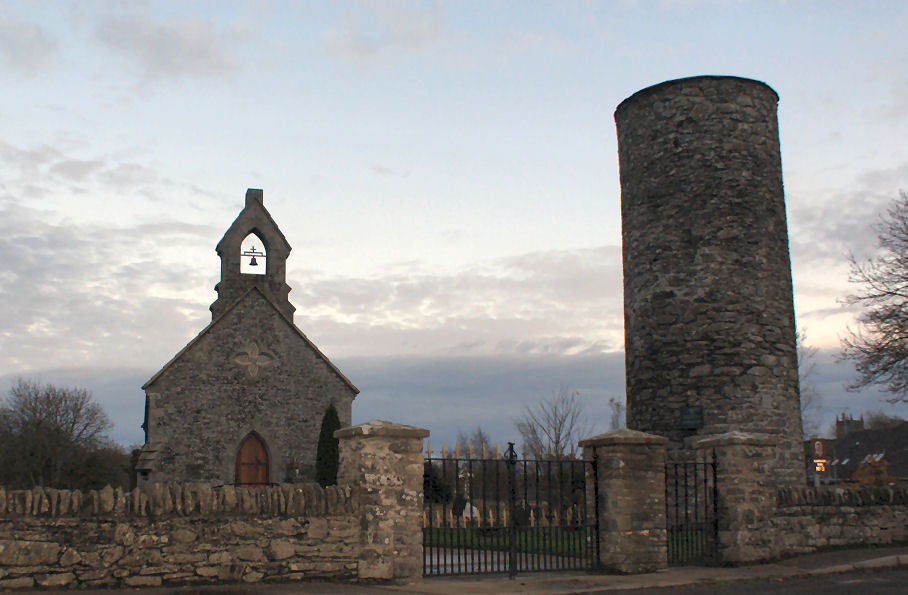
Круглая башня в Инишкине

Инишкин (англ. Inniskeen; ирл. Inis Caoin, «мирный остров») — деревня в Ирландии, находится в графстве Монахан (провинция Ольстер).
Эта территория была заселена ещё с позднего неолита/раннего бронзового века. В окрестностях была найдена каменная резьба, датируемая 3000 годом до н. э. Основные узоры — круговые. Находка была сделана Археологической школой Университетского колледжа Дублина.
В VI веке здесь был основан монастырь, одним из епископов и исповедников которого был Дагей. Монастырь был сожжён в 789 году, разграблен викингами в 948, и второй раз сожжён в 1166 году; сохранилась нижняя часть его круглой башни.
Роберт Деверё, 2-й граф Эссекс, получил баронство Фарни, включавшее и Инишкин, от Елизаветы I в конце XVI века.
В память о поэте Патрике Кавана, родившемся в деревне и проведшем здесь детство, в здании бывшей церкви (во дворе которой похоронены и поэт, и его жена) деревня открыла мемориальный центр.

## Демография
Население — 292 человека (по переписи 2006 года). В 2002 году население составляло 310 человек.
Данные переписи 2006 года:
| Общие демографические показатели |               |                               |                               |      |      |
| Всё население                    | Всё население | Изменения населения 2002—2006 | Изменения населения 2002—2006 | 2006 | 2006 |
| 2002                             | 2006          | чел.                          | %                             | муж. | жен. |
| 310                              | 292           | −18                           | −5,8                          | 133  | 159  |